# Podoštra
Podoštra – wieś w Chorwacji, w żupanii licko-seńskiej, w mieście Gospić. W 2011 roku liczyła 177 mieszkańców.